# هتف
الهتف هو بدء إجراء مكالمة هاتفية بتشغيل المزول أو لوحة مفاتيح الهاتف.